# متتالية جزئية
في الرياضيات، متتالية جزئية هي متتالية يمكن استنتاجها من متتالية أخرى بحذف بعض عناصر هذه الأخيرة دون المساس بترتيب العناصر. على سبيل المثال، المتتالية {\displaystyle \langle A,B,D\rangle } هي متتالية جزئية من الممتالية {\displaystyle \langle A,B,C,D,E,F\rangle }.